# Riskhomeostasteorin
Riskhomeostas är en teori om människors riskuppfattning. Teorin säger att människors risktagande är ungefär konstant, alltså en form av homeostas. Kommer vi över den accepterade risknivån så förändrar vi vårt beteende - ungefär som en termostat stryper värmen när temperaturen blir för hög. Skillnaden mellan människor är att vi har olika nivåer kring vad som är en acceptabel risk. Professor Gerald Wilde är den som formulerat den här teorin kring människors riskuppfattning.  
Teorin säger att vi som människor inte kör säkrare med dubbdäck än utan dubbdäck på is. Skillnaden är att vi kör olika fort med olika däck. Ett bevis för den här teorin är högertrafikomläggningen 1967. Inför omläggningen fruktade många att trafikolyckorna skulle öka men konsekvensen blev att dödsolyckorna minskade under året efter. Detta då enligt riskhomeostasteorin eftersom trafikanterna upplevde risken som större och kompenserade detta med minskad hastighet. Efter något år hade vi vant oss vid att köra på "fel" sida och därigenom så ökade olyckorna igen. Vi var tillbaka på vår "normala" risknivå. 
Det har framförts både en del kritik mot teorin och det har funnits stöd genom forskning kring exempelvis taxichaufförers körbeteende där man har jämfört förare med eller utan låsningsfria bromsar. Ett annat exempel är att antalet olyckor där gående korsar en gata minskar om man tar bort ett övergångsställe, i varje fall på ställen där bilarna kör lite fortare. Utan övergångsställe ser sig de gående för bättre eftersom övergångsställen upplevs som säkrare.